# LSH Thor
Leidsche Studentenhockeyclub Thor, kortweg L.S.H. Thor of Thor, is een op 23 februari 2006 opgerichte hockeyvereniging in Leiden die zich richt op studenten. Leden moeten minimaal 18 jaar oud zijn en staan ingeschreven bij een hogeschool of universiteit. De club speelt op het terrein van het Universitair Sportcentrum Leiden, onderdeel van Universiteit Leiden.

## Teams
In seizoen 2019/2020 kwam zowel Heren 1 als Dames 1 uit in de 4e klasse van de bondscompetitie.
De club telt in seizoen 2020/2021 5 damesteams, 2 bedrijfshockeyteams enkele trainingsteams en 4 zaalhockey-damesteams.